# Prix Jules Lemonnier
Prix Jules Lemonnier är ett montélopp för fem-tioåriga hingstar, valacker och ston som äger rum i december på Hippodrome de Vincennes i Paris i Frankrike. Det är ett Grupp 2-lopp, man måste minst ha sprungit in 160 000 euro för att få starta.
Loppet rids över 2175 meter på stora banan på Vincennes, med voltstart. Den samlade prissumman är 120 000 euro, och 54 000 euro i första pris.

## Vinnare
| År   | Häst               | Efter              | Kusk                     | Tränare                 | Distans | Tid    |
| ---- | ------------------ | ------------------ | ------------------------ | ----------------------- | ------- | ------ |
| 2024 | Idéale du Chêne    | Bird Parker        | Paul-Philippe Ploquin    | Julien Le Mer           | 2 175 m | 1'11"0 |
| 2023 | Homer de Fromentel | Vanishing Point    | Christopher Corbineau    | Damien Lecroq           | 2 175 m | 1'10"8 |
| 2022 | Granvillaise Bleue | Jag de Bellouet    | Camille Levesque         | Pierre Levesque         | 2 175 m | 1'09"9 |
| 2021 | Clegs des Champs   | Legs du Clos       | David Thomain            | Thierry Raffegeau       | 2 175 m | 1'10"5 |
| 2020 | Clegs des Champs   | Legs du Clos       | David Thomain            | Thierry Raffegeau       | 2 175 m | 1'10"9 |
| 2019 | Clegs des Champs   | Legs du Clos       | David Thomain            | Thierry Raffegeau       | 2 175 m | 1'11"3 |
| 2018 | Virgious du Maza   | Prodigious         | Damien Bonne             | Sébastien Ernault       | 2 175 m | 1'11"  |
| 2017 | Athéna de Vandel   | Prince Gédé        | Alexandre Abrivard       | Cédric Mégissier        | 2 175 m | 1'11"7 |
| 2016 | Bellissima France  | Blue Dream         | Matthieu Abrivard        | Matthieu Abrivard       | 2 175 m | 1'11"6 |
| 2015 | Texas de l'Iton    | Cygnus d'Odyssée   | Mathieu Mottier          | Hughes Levesque         | 2 175 m | 1'11"9 |
| 2014 | Roxane Griff       | Ténor de Baune     | Éric Raffin              | Sébastien Guarato       | 2 175 m | 1'11"8 |
| 2013 | Save The Quick     | Jasmin de Flore    | Mathieu Mottier          | Franck Leblanc          | 2 175 m | 1'11"5 |
| 2012 | Tango Quick        | Hasting            | Franck Nivard            | Franck Leblanc          | 2 175 m | 1'11"4 |
| 2011 | Roi du Lupin       | Fleuron Perrine    | Anthony Barrier          | Jean-Paul Marmion       | 2 175 m | 1'12"6 |
| 2010 | Paris Haufor       | Vivier de Montfort | Damien Bonne             | Christian Bigeon        | 2 175 m | 1'11"8 |
| 2009 | Paola de Lou       | Podosis            | Nathalie Henry           | Laurent-Claude Abrivard | 2 175 m | 1'12"2 |
| 2008 | Marathon Man       | Tadzio de la Motte | Nathalie Henry           | Igor-Pierre Blanchon    | 2 850 m | 1'12"4 |
| 2007 | Milia Pierji       | Viking's Way       | Pierre-Yves Verva        | Patrice Lebouteiller    | 2 850 m | 1'14"  |
| 2006 | Mage du Martellier | Chef du Châtelet   | Louis Baudron            | Regis Perroteau         | 2 850 m | 1'14"4 |
| 2005 | Joyau d'Amour      | Viking's Way       | Éric Raffin              | Michael-Jean Ruault     | 2 875 m | 1'14"5 |
| 2004 | Jag de Bellouet    | Viking's Way       | Matthieu Abrivard        | Christophe Gallier      | 2 875 m | 1'15"4 |
| 2003 | Jag de Bellouet    | Viking's Way       | Matthieu Abrivard        | Christophe Gallier      | 2 700 m | 1'16"  |
| 2002 | Jirella            | Cèdre du Vivier    | Jean-Michel Bazire       | Jean-Michel Bazire      | 2 700 m | 1'15"9 |
| 2001 | Hamilton d'Isques  | Myoto Barbés       | Philippe Masschaele      | Luc Roelens             | 2 700 m | 1'16"8 |
| 2000 | First de Retz      | Podosis            | Jean-Loïc-Claude Dersoir | Philippe Allaire        | 2 725 m | 1'15"  |
| 1999 | Extra de la Loge   | Quidam Castelets   | Laurent-Claude Abrivard  | Laurent-Claude Abrivard | 2 700 m | 1'16"7 |
| 1998 | Banco de Rogdan    | Néric Barbés       | Jean-Philippe Mary       | Christian Bigeon        | 2 700 m | 1'17"3 |
| 1997 | Express Road       | James Pile         | Jean-Paul Piton          | Philippe Allaire        | 2 700 m | 1'17"4 |
| 1996 | Dream With Me      | Tarass Boulba      | François Roussel         | Alain Roussel           | 2 700 m | 1'16"8 |
| 1995 | Promising Catch    | Supergill          | Michel Lenoir            | Jean-Pierre Dubois      | 2 700 m | 1'19"2 |
| 1994 | Balzac             | Niflosac           | Pierre Levesque          | Bertrand de Folleville  | 2 700 m | 1'18"4 |
| 1993 | Vive Ludoise       | Kronos du Vivier   | Jean-Claude Hallais      | Jean-Claude Hallais     | 2 700 m | 1'18"3 |
| 1992 | Une Fleur          | Degel              | Lionel Lequeux           | Jacques-André Fribault  | 2 650 m | 1'19"2 |
| 1991 | Une Fleur          | Degel              | Lionel Lequeux           | Jacques-André Fribault  | 2 650 m | 1'20"5 |
| 1990 | Suva               | Seddouk            | Yves Dreux               | Bernard Desmontils      | 2 650 m | 1'21"9 |
| 1989 | Reine du Corta     | Chambon P          | Michel Lenoir            | Michel Lenoir           | 2 675 m | 1'19"9 |
| 1988 | Quito de la Forge  | Hêtre du Cadran    | Jean-Pierre Thomain      | Andre Jeanjot           | 2 650 m | 1'20"8 |
| 1987 | Potin d'Amour      | Chambon P          | Yves Dreux               | Jan Kruithof            | 2 675 m | 1'18"8 |
| 1986 | Mozon              | Discret Amour      | Jean-Claude Hallais      | Jean-Paul Fairand       | 2 675 m | 1'21"3 |
| 1985 | Ogino              | Vasco              | Gérard Raulline          | Bernard Raulline        | 2 650 m | 1'19"5 |
| 1984 | Mirande du Cadran  | Sabi Pas           | Pierre Levesque          | Henri Levesque          | 2 650 m | 1'20"5 |
| 1983 | Luth Barbés        | Vasco              | Dominique Mottier        | Gerard Delaunai         | 2 600 m | 1'19"9 |
| 1982 | Le Loir            | Chambon P          | Alain Sionneau           | Albert Rayon            | 2 600 m | 1'20"7 |
| 1981 | Iris de Vandel     | Ura                | Philippe Gillot          | Roland Dersoir          | 2 600 m | 1'20"8 |
| 1980 | Jeune Orange       | Chambon P          | Alain Sionneau           | Gaston Peltier          | 2 625 m | 1'19"8 |
| 1979 | Istraeki           | Paléo              | Michel-Marcel Gougeon    | Roger Ledoyen           | 2 600 m | 1'20"7 |
| 1978 | Fleury             | Narioca            | Serge Farouault          | Gaston Gardaz           | 2 600 m | 1'22"6 |
| 1977 | Guéridia           | Quérido II         | Philippe Békaert         |                         | 2 600 m | 1'20"8 |
| 1976 | Érégoya            | Sabi Pas           | Alain Laurent            |                         | 2 600 m | 1'21"7 |
| 1975 | Champenoise        | Pacha Grandchamp   | Yves Dreux               |                         | 2 350 m | 1'20"8 |
| 1974 | Corlay             | Fandango           | Michel-Marcel Gougeon    |                         | 2 300 m | 1'20"1 |
| 1973 | Aigle Noir         | Mario              | B. Biziaux               |                         | 2 350 m | 1'19"9 |
| 1972 | Borgia III         | Niky des Étangs    | Gérard Mascle            |                         | 2 150 m | 1'21"6 |